# Spartizione di Triparadiso
La spartizione di Triparadiso fu un accordo relativo alla spartizione dei territori conquistati da Alessandro Magno tra i suoi generali (diadochi). Ai sensi di quest'intesa, si procedeva alla nomina di un nuovo reggente e si stabiliva la nuova ripartizione delle satrapie. Il patto stipulato a Triparadiso nel 321 a.C. seguì la spartizione di Babilonia del 323 a.C., immediatamente successiva alla morte di Alessandro Magno.

## Contesto storico

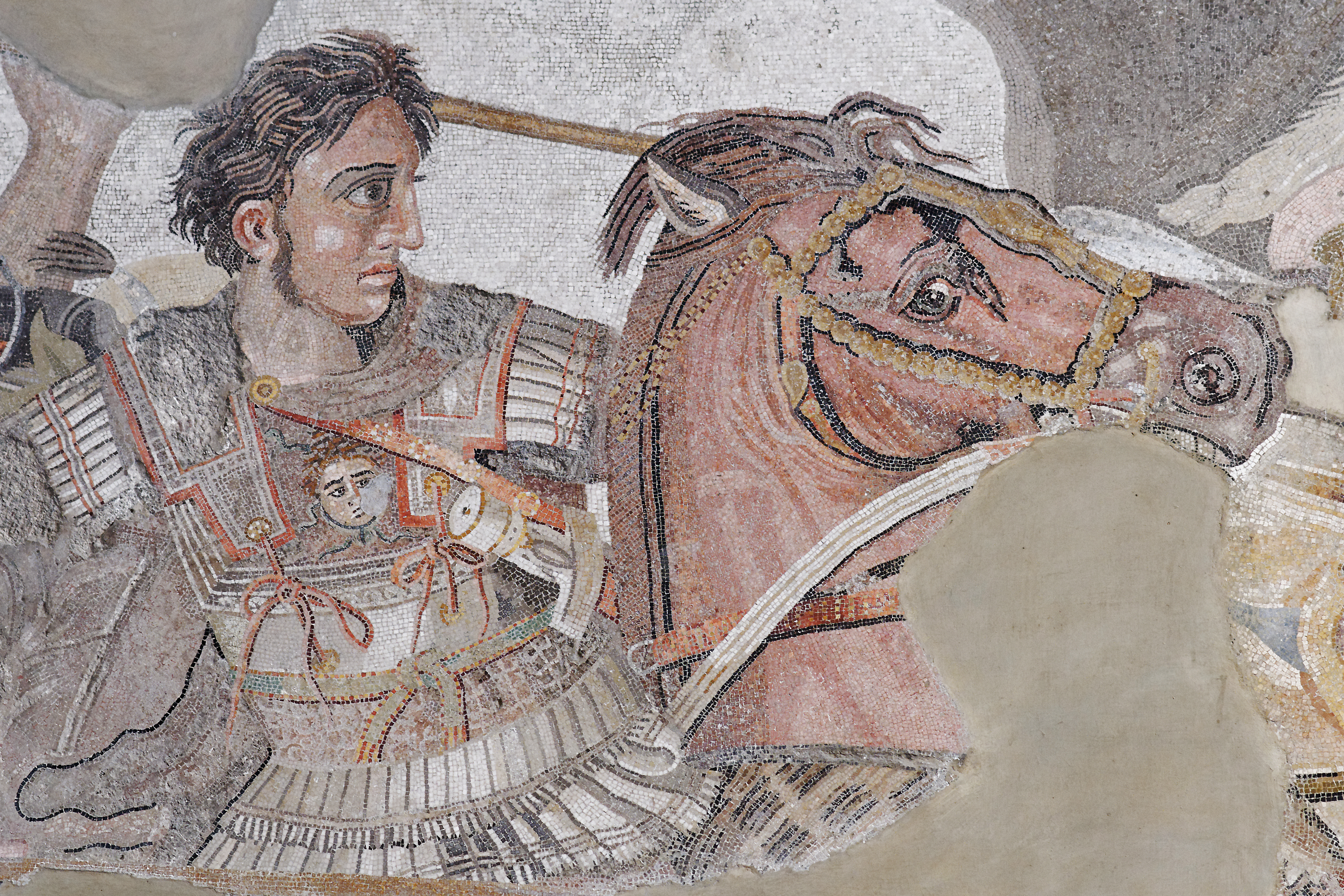
Alessandro Magno in un mosaico dedicato alla battaglia di Isso e conservato presso il Museo archeologico nazionale di Napoli

Nel giugno del 323 a.C., Alessandro Magno morì lasciando un enorme impero senza un erede. La sua successione generò gravi conseguenze all'interno della dinastia degli Argeadi, con Filippo III, figlio di Filippo II e fratellastro di Alessandro, che non venne ritenuto adatto a governare a causa della sua pazzia. Pur essendo Rossane, la moglie di Alessandro, incinta, questa situazione non garantiva che il figlio nascesse maschio. Per questo motivo, i generali che avevano accompagnato Alessandro nelle sue battaglie, i diadochi, decisero di prendere in mano l'impero, garantendone così il mantenimento teorico della sua unità. Una prima divisione dell'impero fu operata con la spartizione di Babilonia nel 323 a.C. A Perdicca venne affidato il ruolo di reggente dell'appena nato Alessandro IV. Antipatro, rimase stratega d'Europa (Macedonia e Stati greci) come fin dall'inizio della campagna di Alessandro in Asia. Si stabilì altresì che i satrapi nominati da Alessandro, nella parte orientale dell'impero, preservassero il loro governo, mentre le satrapie occidentali, a parte la Lidia, passassero in capo ai grandi generali macedoni. Il quadro geopolitico dell'epoca può così essere riassunto:
- L'Egitto fu assegnato a Tolomeo;
- La Tracia spettò a Lisimaco;
- La Frigia Maggiore, la Licia e Panfilia andarono ad Antigono;
- La Cappadocia (ancora da conquistare) e la Paflagonia vennero destinate a Eumene di Cardia;
- Perdicca tenne con sé Seleuco, al quale affida il comando della cavalleria degli Eteri

La pace si rivelò tuttavia solo temporanea, poiché Perdicca venne quasi immediatamente sospettato di voler governare da solo l'immenso impero Macedone, a maggior ragione dopo che il reggente si dichiarò pronto a sposare la sorellastra di Alessandro, Cleopatra, per legittimarsi al trono. La scintilla della ribellione fu il trafugamento del corpo di Alessandro, diretto in macedonia per ordine di Perdicca, da parte di Tolomeo, il quale lo portò nella sua provincia d'Egitto.
Perdicca scelse di marciare personalmente contro Tolomeo una volta per tutte, lasciando il compito di difendere l'Asia Minore ad Eumene, contro gli incombenti Antigono ed Antipatro. Mentre Eumene riuscì a difendersi, gli innumerevoli fallimenti in Egitto convinsero gli ufficiali di Perdicca, tra cui Seleuco, a cospirare contro di lui e a ad assassinarlo. Tolomeo rifiutò la proposta di diventare reggente, nominando dal canto suo reggenti Pitone e Filippo Arrideo. Questa designazione incontrò la forte opposizione di Euridice, moglie del re Filippo III, che portò, con l'incontro tra tutti i diadochi avvenuto nel 321 a.C. a Triparadiso, alla loro sostituzione con Antipatro. L'incontro servì anche per spartire di nuovo le satrapie tra i vari generali.

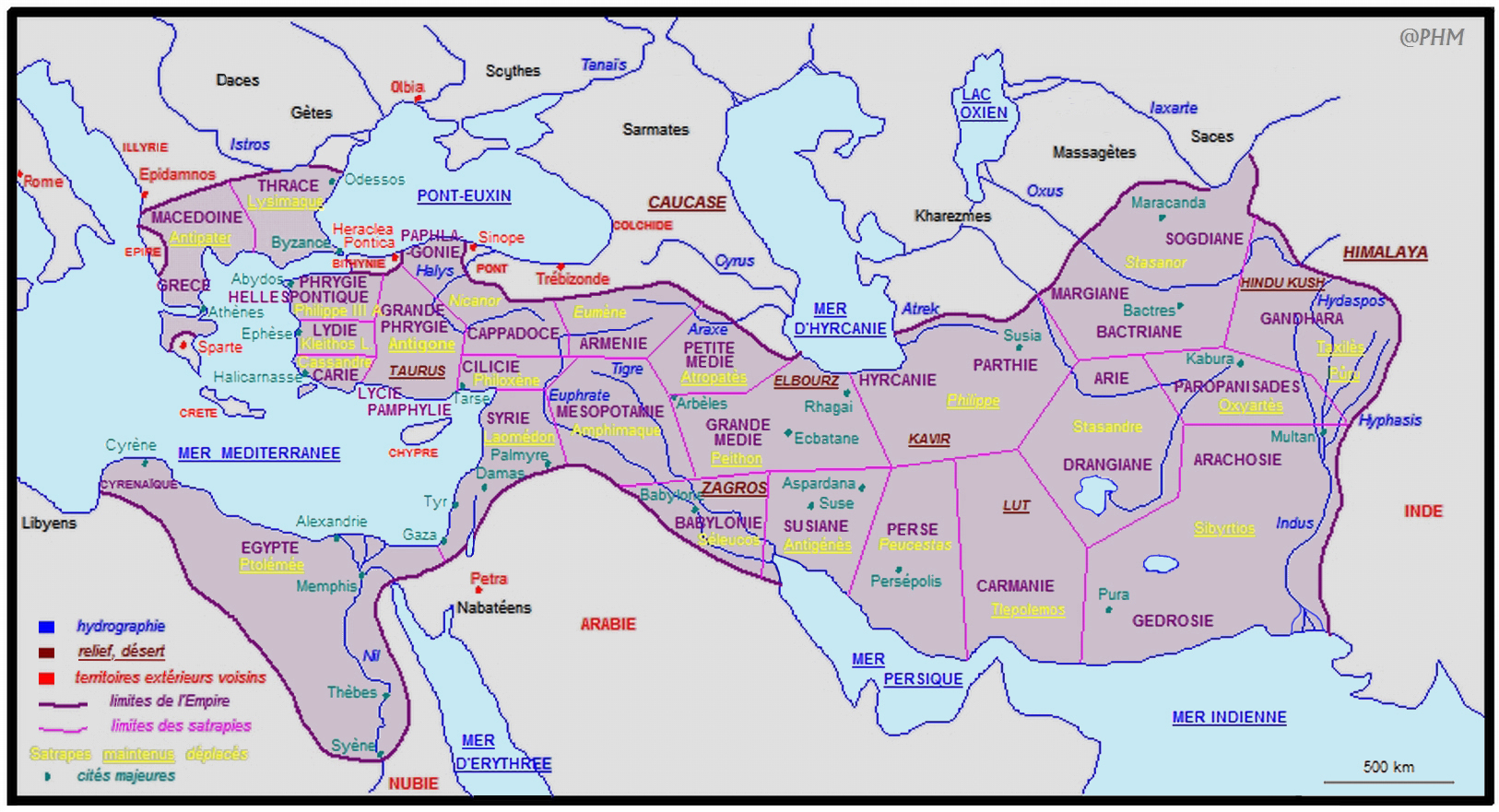
L'impero macedone secondo la divisione dettata dalla spartizione di Triparadiso nel 321 a.C.

## La spartizione
È lo scrittore Arriano a descrivere gli esiti dell'incontro nel suo libro Gli eventi dopo Alessandro, pervenuto grazie al patriarca Fozio (820-897). Le disposizioni menzionate relative all'accordo sono le seguenti:
- Si statuiva che Antipatro diveniva reggente di Macedonia dei re Filippo III Arrideo e Alessandro IV, nominando al contempo come chiliarca suo figlio Cassandro. Inoltre si prevedeva che avrebbe concesso in sposa sua figlia Fila con il figlio di Antigono, Demetrio: da tale matrimonio nacque Antigono II Gonata. Per rafforzare ulteriormente l'accordo, Antipatro concesse in sposa un'altra sua figlia, Euridice, a Tolomeo.
- Tolomeo I manteneva la satrapia d'Egitto e Cirenaica, rafforzando il suo potere nella regione.
- Seleuco venne ricompensato per il tradimento di Perdicca con l'intera satrapia di Babilonia, ponendo le basi al futuro Impero seleucide.
- Antigono Monoftalmo, già satrapo della Frigia maggiore, della Licia e Panfilia, ricevette anche la Licaonia e la prefettura della provincia di Susa. In aggiunta a ciò, Antipatro cedeva il comando effettivo dell'esercito con il titolo di "stratega dell'Asia" per combattere la ribellione di Eumene di Cardia.
- la Siria a Laomedonte di Mitilene.
- la Cilicia a Filoxeno.
- la Mesopotamia e Arbelitis a Amfimaco, fratello del re.
- Peuceste continuò a governare in Persia.
- Tlepolemo in Carmania.
- Pitone in Media, e sui Cancelli del Caspio.
- Filippo in Partia.
- Stasandro in Aria e Drangiana.
- Stasanore il Soliano, su Battria e Sogdiana.
- Sibirzio su Aracosia.
- a Ossiarte, padre di Rossane, andò il governo dei Parapamisiani.
- Pitone (figlio di Agenore) ricevette le parti dell'India nelle vicinanze del monte Parapamiso.
- Poro ebbe le regioni vicino al fiume Indo, con la città di Pātāla (la capitale di quella parte dell'India).
- Tassile l'Indiano ricevette le regioni vicino all'Idaspe.
- la Cappadocia venne assegnata a Nicanore.
- la Caria a Asandro.
- la Lidia a Clito.
- la Frigia ellespontina a Arrideo.

Autolico il figlio di Agatocle, Aminta il figlio di Alessandro e fratello di Peuceste, Tolomeo il figlio di Tolomeo, e Alessandro il figlio di Polipercone, vennero nominate guardie del corpo del re.
|                          | Spartizione di Babilonia | Spartizione di Babilonia | Spartizione di Babilonia | Spartizione di Triparadiso | Spartizione di Triparadiso |
| Ruolo o Regione          | Diodoro Siculo | Giustino | Arriano+ Dessippo* | Diodoro Siculo | Arriano |
| ------------------------ | --- | --- | --- | --- | --- |
| Re di Macedonia          | Filippo III | Filippo III | Filippo III+ | Filippo III e Alessandro IV | Filippo III e Alessandro IV |
| Reggente                 | Perdicca | Perdicca | Perdicca+ | Antipatro | Antipatro |
| Comandante dei Compagni  | Seleuco | Seleuco | n/d | Cassandro I | Cassandro I |
| Comandante delle Guardie | n/d | Cassandro I | n/d | n/d | n/d |
| Macedonia                | Antipatro | Antipatro | Antipatro+* e Cratero+ | Antipatro | Antipatro |
| Illiria                  | Antipatro | Filo | Antipatro+* e Cratero+ | Antipatro | Antipatro |
| Epiro                    | Antipatro | n/d | Antipatro+* e Cratero+ | Antipatro | Antipatro |
| Grecia                   | Antipatro | Antipatro | Antipatro+* e Cratero+ | Antipatro | Antipatro |
| Tracia                   | Lisimaco | Lisimaco | Lisimaco+* | Lisimaco | Lisimaco |
| Frigia ellespontica      | Leonnato | Leonnato+* | Leonnato | Arrideo | Arrideo |
| Grande Frigia            | Antigono | Antigono | Antigono+* | Antigono | Antigono |
| Panfilia                 | Antigono | Nearco | Antigono+* | Antigono | Antigono |
| Licia                    | Antigono | Nearco | Antigono+* | Antigono | Antigono |
| Caria                    | Asandro | Cassandro I | Cassandro I+ | Asandro | Asandro |
| Lidia                    | Menandro | Menandro | Menandro+* | Clito il Bianco | Clito il Bianco |
| Cappadocia               | Eumene | Eumene | Eumene+* | Nicanore | Nicanore |
| Paflagonia               | Eumene | Eumene | Eumene+* | Nicanore? | Nicanore? |
| Cilicia                  | Filota | Filota | Filota+* | Filosseno | Filosseno |
| Egitto                   | Tolomeo | Tolomeo | Tolomeo+* | Tolomeo | Tolomeo |
| Siria                    | Laomedonte | Laomedonte | Laomedonte+* | Laomedonte | Laomedonte |
| Mesopotamia              | Arcesilao | Arcesilao | Arcesilao* | Amfimaco | Amfimaco |
| Babilonia                | Arcone | Peucesta | Seleuco* | Seleuco | Seleuco |
| Pelasgia                 | n/d | Arcone | n/d | n/d | n/d |
| Grande Media             | Peitone | Atropate | Peitone* | Peitone | Peitone |
| Piccola Media            | Atropate | Atropate | n/d | n/d | n/d |
| Susiana                  | n/d | Scino | n/d | Antigene | Antigene |
| Persia                   | Peucesta | Tlepolemo | Peucesta* | Peucesta | Peucesta |
| Carmania                 | Tlepolemo | n/d | Neoptolemo* | Tlepolemo | Tlepolemo |
| Armenia                  | n/d | Frataferne | n/d | n/d | n/d |
| Ircania                  | Frataferne | Filippo | Frataferne | Filippo? | Filippo? |
| Partia                   | Frataferne | Nicanore | n/d | Filippo | Filippo |
| Sogdiana                 | Filippo | Sciteo | Filippo* | Stasanore | Stasanore |
| Battria                  | Filippo | Aminta | n/d | Stasanore | Stasanore |
| Drangiana                | Stasanore | Stasanore | Stasanore* | Stasandro | Stasandro |
| Aria                     | Stasanore | Stasanore | Stasanore* | Stasandro | Stasandro |
| Aracosia                 | Sibirzio | Sibirzio | Sibirzio* | n/d | Sibirzio |
| Gedrosia                 | Sibirzio | Sibirzio | Sibirzio* | n/d | Sibirzio? 2 |
| Paropamisia              | Ossiarte | Ossiarte? 3 | Ossiarte* | Ossiarte | Ossiarte |
| Punjab                   | Tassile | Tassile | Tassile* | Tassile | Tassile |
| Indo                     | Poro | Peitone, figlio di Agenore | Poro* | Poro | Poro |
| Gandhara                 | Peitone, figlio di Agenore | Peitone, figlio di Agenore | Peitone, figlio di Agenore | Peitone, figlio di Agenore | Peitone, figlio di Agenore |
| Note                     | 1 = In Dessippo e Arriano si suggerisce che Ossiarte sia stato lasciato come satrapo di Battria 2 = Non detto esplicitamente, ma probabile 3 = Si legge Ossiarte per l'"Extarches" di Giustino | 1 = In Dessippo e Arriano si suggerisce che Ossiarte sia stato lasciato come satrapo di Battria 2 = Non detto esplicitamente, ma probabile 3 = Si legge Ossiarte per l'"Extarches" di Giustino | 1 = In Dessippo e Arriano si suggerisce che Ossiarte sia stato lasciato come satrapo di Battria 2 = Non detto esplicitamente, ma probabile 3 = Si legge Ossiarte per l'"Extarches" di Giustino | 1 = In Dessippo e Arriano si suggerisce che Ossiarte sia stato lasciato come satrapo di Battria 2 = Non detto esplicitamente, ma probabile 3 = Si legge Ossiarte per l'"Extarches" di Giustino | 1 = In Dessippo e Arriano si suggerisce che Ossiarte sia stato lasciato come satrapo di Battria 2 = Non detto esplicitamente, ma probabile 3 = Si legge Ossiarte per l'"Extarches" di Giustino |